# Pselaphostena arnoldi quadristrigosa
Pselaphostena arnoldi quadristrigosa es una subespecie de coleóptero de la familia Mordellidae.

## Distribución geográfica
Habita en África.